# Antonio Tomás
Antonio Tomás González (Torrelavega, 19 gennaio 1985) è un ex calciatore spagnolo, di ruolo centrocampista.

## Carriera

### Club

#### Racing Santander
Cresciuto nel Racing Santander, esordisce in Primera División con la squadra della Cantabria il 30 ottobre 2005, contro il Valencia.
Conclude la stagione 2005-2006 con 23 presenze, 15 delle quali da titolare, e il Racing evita la retrocessione.
Nella stagione 2006-2007, allenato da Miguel Ángel Portugal, gioca 20 partite, contribuendo al raggiungimento del decimo posto alla fine del campionato.

#### Deportivo
Alla fine della stagione viene acquistato dal Deportivo La Coruña. Con Miguel Ángel Lotina in panchina, conclude la sua prima stagione in Galizia con 12 presenze. Nella stagione 2008-2009 vince la Coppa Intertoto. Lascia il Deportivo nel 2011, al termine di un campionato che la squadra conclude al terzultimo posto, retrocedendo in Segunda División.

#### Real Saragozza
Il 27 settembre 2011, dopo essere rimasto svincolato, firma per il Real Saragozza, squadra della massima serie spagnola. Esordisce in campionato l'11 dicembre nella partita persa per 1-0 in casa del Maiorca.

#### CSKA Sofia
Nell'agosto 2012 si trasferisce in Bulgaria, nel CSKA, rimanendovi però poco tempo, avendo rescisso il suo contratto

#### CD Numancia
Dopo aver rescisso il contratto con la squadra bulgara, nel novembre 2012 si accorda con il Numancia.